# Saint-Sernin (Lot-et-Garonne)
Saint-Sernin é uma comuna francesa na região administrativa da Nova Aquitânia, no departamento Lot-et-Garonne. Estende-se por uma área de 21,25 km². Em 2010 a comuna tinha 463 habitantes (densidade: 21,8 hab./km²).